# آسمان‌خراش (فیلم ۲۰۱۸)
آسمان‌خراش (به انگلیسی: Skyscraper) فیلمی در ژانر اکشن به کارگردانی راوسون مارشال تربر است که از سوی یونیورسال استودیوز در ۱۳ ژوئیه ۲۰۱۸ منتشر شد. از بازیگران این فیلم می‌توان به دواین جانسون، نو کمبل، نوآ تیلور، بایرون من و پابلو شرایبر اشاره کرد.
آسمان‌خراش (فیلم ۲۰۱۸) دومین همکاری دواین جانسون با راوسون مارشال تربر و همچنین سومین همکاری اش با هیرام گارسیا پس از فیلم‌های سن آندریاس (فیلم) و رمپیج (فیلم ۲۰۱۸) است.

## بازیگران
- دواین جانسون در نقش ویل ساویر
- نو کمبل در نقش سارا ساویر
- نوآ تیلور
- بایرون من
- چین هان در نقش ژو لانگ جی
- پابلو شرایبر در نقش بن
- آدریان هولمز

## خلاصه داستان
داستان این فیلم دربارهٔ یک آسمان خراش با ۲۲۵ طبقه ارتفاع روی زمین است که توسط عده ای از خلافکار به صورت عمدی دچار حریق می‌شود که یک هارد را که در آن شماره حساب چند خلافکار بوده را بدست بیاورند تا به دست پلیس نیفتد. در این میان خانواده یک کارشناس امنیتی به نام ویل فورد که خانواده اش در یکی از طبقات گیر افتاده؛ برای نجات خانواده اش وارد آسمان خراش می‌شود.

## داستان
ویل ساویر، کهنه‌سرباز نیروی دریایی ایالات متحده و فرمانده سابق گروه نجات گروگان‌های اف‌بی‌آی، در جریان مأموریتی که با همکارش «بن گیلسپی» انجام می‌دهد، پای چپ خود را از زیر زانو از دست می‌دهد. آن‌ها درگیر مقابله با گروگان‌گیری هستند که به جلیقهٔ انفجاری مجهز است.
ده سال بعد، ویل که اکنون مشاور امنیتی خصوصی است، با معرفی گیلسپی مأمور بررسی امنیتی «مروارید» می‌شود—آسمان‌خراشی ۳۵۰۰ فوتی (حدود ۱۱۰۰ متر) در هنگ‌کنگ با ۲۲۵ طبقه که بلندترین ساختمان جهان است. همسرش سارا و دوقلوهایشان، هنری و جورجیا، نیز همراه او در طبقات مسکونی هنوز افتتاح‌نشدهٔ برج اقامت دارند. ویل در دیدار با بن، مالک برج «ژائو لانگ‌جی»، مدیر امنیت «اوکه‌که» و کارشناس بیمه «پیرس»، اعلام می‌کند که سامانه‌های امنیتی و اطفای حریق رایانه‌ای از نظر او قابل قبول‌اند، هرچند برای بررسی مرکز امنیتی خارج از سایت نیاز به بازرسی بیشتری دارد.
ژائو یک تبلت به ویل می‌دهد که امکان کنترل کامل سامانه‌های برج را فراهم می‌کند. وقتی ویل و بن به مرکز امنیتی خارج از برج می‌روند، یک دزد مزدور تروریست بین‌المللی «کورس بوتا» سعی می‌کند آن تبلت را بدزدد. بن به ویل خیانت کرده و برای گرفتن تبلت به او حمله می‌کند، اما ویل در نهایت مجبور می‌شود او را بکشد. بوتا و افرادش به برج نفوذ می‌کنند و با استفاده از ماده‌ای شیمیایی که با آب واکنش می‌دهد، در طبقهٔ ۹۶ آتش‌سوزی به راه می‌اندازند که راه ورود و خروج به طبقات بالاتر از ۱۳۰ را غیرممکن می‌سازد.
ویل هنگام بازگشت به برج، مورد حملهٔ «شیا»، یکی از همراهان بوتا، قرار می‌گیرد. شیا و افرادش تبلت را می‌گیرند، همهٔ کارکنان مرکز امنیتی را می‌کشند و با تبلت، سامانه‌های اطفای حریق برج را از کار می‌اندازند و کانال‌های تهویه را فعال می‌کنند که باعث گسترش آتش به طبقات بالا می‌شود. ژائو و اوکه‌که نگهبانانی را برای نجات خانوادهٔ ویل می‌فرستند، اما همه در انفجاری کشته می‌شوند و تصور می‌رود خانوادهٔ ویل نیز مرده‌اند. به تحریک پیرس، ژائو دستور می‌دهد باقی کارکنان با بالگرد تخلیه شوند، ولی پیرس (که با بوتا همکاری دارد) همه را می‌کشد. ژائو خود به پنت‌هاوس می‌گریزد و آن را قفل می‌کند. پلیس هنگ‌کنگ به فرماندهی بازرس «وو» سعی می‌کند برج را تحت کنترل بگیرد و ویل را که گمان می‌رود عامل این حوادث است، بازداشت کند.
ویل از دست پلیس فرار کرده و با استفاده از جرثقیل ساختمانی مجاور از روی آتش به درون برج می‌پرد. او پیرس را پیش از آن‌که بتواند خانواده‌اش را بکشد، از پا درمی‌آورد، اما جورجیا از بقیه جدا می‌افتد. ویل سارا و هنری را در یک آسانسور سقوط‌آزاد از میان آتش عبور می‌دهد و با فعال کردن ترمز اضطراری، آن‌ها را نجات می‌دهد. سارا بلافاصله به بازرس وو حقیقت ماجرا را می‌گوید و هشدار می‌دهد که افراد بوتا احتمالاً قصد فرار با چتر نجات به نقطه‌ای نزدیک دارند.
ویل جورجیا را پیدا می‌کند اما توسط بوتا دستگیر می‌شود. بوتا خواستار تحویل ژائو در ازای آزادی جورجیا است. ویل مجبور می‌شود به‌شکل خطرناکی از نمای بیرونی برج بالا برود و به پنل امنیتی پنت‌هاوس دست یابد. او سپس وارد پنت‌هاوس می‌شود و ژائو را در جریان می‌گذارد. ژائو توضیح می‌دهد که بوتا در جریان ساخت ۶ میلیارد دلاری برج، با تهدید به فلج کردن پروژه، از او باج گرفته اما ژائو تمامی معاملات را ثبت کرده و اطلاعاتی از حساب‌ها و نام‌های سه گروه جنایت‌کار بین‌المللی در اختیار دارد. بوتا برای به‌دست‌آوردن این مدارک حمله را ترتیب داده، چون این گروه‌ها اکنون قصد جان او را دارند.
ویل ژائو را به طبقهٔ بالایی نزد بوتا می‌برد تا او را با جورجیا معاوضه کند، اما ژائو حواس بوتا را پرت می‌کند و با کمک ویل، افراد او را از بین می‌برند. بوتا جورجیا را گرفته و تهدید می‌کند او را از برج پایین بیندازد، ولی ویل با زیرکی نجاتش می‌دهد و بوتا را در انفجار نارنجک از بین می‌برد.
بازرس وو با حمله به محل فرار، شیا را پس از آن‌که سارا او را زمین‌گیر می‌کند، دستگیر کرده و همراهانش را می‌کشد. سارا تبلت را بازمی‌یابد و با آن سامانه‌های برج را راه‌اندازی کرده و آتش را خاموش می‌کند. ویل، ژائو و جورجیا با بالگرد به سلامت پایین آورده می‌شوند. خانوادهٔ ویل دوباره با هم متحد می‌شوند و بازرس وو پس از درک حقیقت، از ویل استقبال می‌کند. ژائو نیز اعلام می‌کند قصد دارد «مروارید» را بازسازی کند—برجی که از طبقهٔ ۹۶ تا بام دچار آسیب گسترده از آتش شده است.